# Parma Foot Ball Club 1925-1926
Questa pagina raccoglie i dati riguardanti il Parma Foot Ball Club nelle competizioni ufficiali della stagione 1925-1926.

## Stagione
Nella stagione 1925-1926 esordio difficile in Prima Divisione per il neopromosso Parma, nel girone B di Lega Nord vinto nettamente dalla Juventus. Il Parma allenato dal tecnico danubiano Carlo Achatzi, ma anche difensore dei crociati, si piazza undicesimo e penultimo con solo 12 punti, davanti al solo Mantova, e non ottiene la qualificazione al nuovo massimo campionato, al quale hanno avuto accesso le prime otto classificate, la Divisione Nazionale, che nei piani originari avrebbe dovuto essere a girone unico e a 16 squadre. Con la Carta di Viareggio del 2 agosto 1926 la riforma del girone unico viene rinviata con l'allargamento della Divisione Nazionale a 20 squadre (di cui tre provenienti dalla Lega Sud) e l'istituzione di un torneo di qualificazione tra le otto retrocesse del Nord con in palio un solo posto in Divisione Nazionale. Il Parma, però, viene eliminato nei quarti dal Novara (4-0), e si deve rassegnare a disputare anche la prossima stagione la Prima Divisione, ora però declassata a campionato cadetto.

## Rosa
| N. |                    | Ruolo | Calciatore        |
| -- | ------------------ | ----- | ----------------- |
|    | Austria (bandiera) | D     | Carlo Achatzi     |
|    | Italia (bandiera)  | A     | Giuseppe Aimi     |
|    | Italia (bandiera)  | P     | Mario Alfieri     |
|    | Italia (bandiera)  | C     | Umberto Banchieri |
|    | Italia (bandiera)  | D     | Piero Battioni    |
|    | Italia (bandiera)  | A     | Enzo Bertoli      |
|    | Italia (bandiera)  | D     | Giovanni Bolzoni  |
|    | Italia (bandiera)  | D     | Piero Bossola     |
|    | Italia (bandiera)  | C     | Donelli           |
|    | Italia (bandiera)  | C     | Giovanni Dorà     |
|    | Italia (bandiera)  | C     | Saulle Franzini   |
|    | Italia (bandiera)  | P     | Augusto Gerali    |
|    | Italia (bandiera)  | P     | Emilio Giovannini |

| N. |                   | Ruolo | Calciatore              |
| -- | ----------------- | ----- | ----------------------- |
|    | Italia (bandiera) | A     | Alfredo Mattioli        |
|    | Italia (bandiera) | D     | Giovanni Mazzoni        |
|    | Italia (bandiera) | A     | Tito Mistrali           |
|    | Italia (bandiera) | D     | Ettore Montanari        |
|    | Italia (bandiera) | C     | William Palmia II       |
|    | Italia (bandiera) | C     | Giovanni Pavoni         |
|    | Italia (bandiera) | P     | Giovanni Penzi          |
|    | Italia (bandiera) | C     | Antonio Quaglietti      |
|    | Italia (bandiera) | A     | Giovanni Rasia Dal Polo |
|    | Italia (bandiera) | A     | Ferdinando Rebecchi     |
|    | Italia (bandiera) | D     | Giulio Rossi            |
|    | Italia (bandiera) | C     | Renato Rossini          |
|    | Italia (bandiera) | A     | Alfredo Tassi           |

## Risultati

### Prima Divisione

#### Girone di andata
| Arbitro: | Ramponi (Milano) |

|                                            |           |  |
| Pastore 11’, 23’, 89’ Hirzer 18’, 68’, 76’ | Marcatori |  |

| Arbitro: | Sguerso (Savona) |

|             |           |  |
| Rossini 61’ | Marcatori |  |

| Arbitro: | Franciosini (Modena) |

|                                |           |  |
| E. Bodini 14’, 31’ Jeszmás 28’ | Marcatori |  |

| Arbitro: | Cerri (Milano) |

|                                 |           |  |
| Mattioli 33’ Rasia Dal Polo 75’ | Marcatori |  |

| Arbitro: | Bistoletti (Milano) |

|                |           |                                                         |
| R. Rossini 21’ | Marcatori | 30’ Levratto 38’, 77’ Catto 54’ O. Barbieri 55’ Alberti |

| Arbitro: | De Rentiis (Trieste) |

|  |           |                                |
|  | Marcatori | 65’ Mattuteia 82’, 85’ Gardini |

| Arbitro: | Turriti (Firenze) |

|                                                          |           |             |
| Mura 44’ Moretti 46’ Toselli 67’ (rig.) G. Bergamino 80’ | Marcatori | 34’ Bertoli |

| Arbitro: | Benetti (Modena) |

|                                            |           |                           |
| Savelli 8’ K. Muller 13’, 48’ Ballarin 20’ | Marcatori | 31’ Mattioli 62’ Franzini |

| Arbitro: | De Renzis (Genova) |

|                                         |           |  |
| Paolini 57’, 63’ Magnozzi 71’ Pitto 80’ | Marcatori |  |

| Arbitro: | Franciosini (Modena) |

|                                     |           |                                      |
| Mattioli 4’, 30’, 81’, 86’ Aimi 85’ | Marcatori | 28’ Hibling 58’ Preuss 90’ Kanyaurek |

| Arbitro: | Gazzola (Novara) |

|                                                                   |           |                    |
| A. Busini 14’, 81’ Veronese 43’ Kregar 60’, 68’ Barzan 72’ (rig.) | Marcatori | 88’ Rasia Dal Polo |

#### Girone di ritorno
| Arbitro: | Guarnieri (Milano) |

|  |           |                            |
|  | Marcatori | 4’ Hirzer 38’, 60’ Pastore |

| Arbitro: | Bevilacqua (Viareggio) |

|                        |           |  |
| Cattaneo 2’ Tosini 48’ | Marcatori |  |

| Arbitro: | Zanon (Vicenza) |

|                                         |           |         |
| Aimi 3’ Bolzoni 40’ (rig.) Mattioli 82’ | Marcatori | 2’ Poli |

| Arbitro: | Vagge (Genova) |

|                         |           |  |
| Baviera 64’ Powolny 88’ | Marcatori |  |

| Arbitro: | Mattea (Casale Monferrato) |

|                               |           |  |
| Catto 52’, 60’ Scappini I 78’ | Marcatori |  |

| Arbitro: | Majani (Torino) |

|                  |           |                           |
| Zanello 74’, 84’ | Marcatori | 10’ Mistrali 78’ Mattioli |

| Arbitro: | Ferro (Milano) |

|              |           |                             |
| Mattioli 16’ | Marcatori | 36’ Moretti 51’, 55’ Roveda |

| Arbitro: | Scarpi (Dolo) |

|                |           |                      |
| Quaglietti 64’ | Marcatori | 26’, 67’ C. Cevenini |

| Arbitro: | Majani (Torino) |

|  |           |              |
|  | Marcatori | 41’ Palandri |

| Arbitro: | Ferro (Milano) |

|                 |           |              |
| Agostinelli 17’ | Marcatori | 62’ Mistrali |

| Arbitro: | Lenti (Genova) |

|                                 |           |  |
| Mattioli 48’ Rasia Dal Polo 75’ | Marcatori |  |

#### Torneo di qualificazione alla Divisione Nazionale
| Arbitro: | Bonello (Venezia) |

|                                                |           |  |
| Marucco 75’ (rig.), 85’ Dagnino 82’ Crotti 89’ | Marcatori |  |

## Statistiche

### Statistiche di squadra
| Competizione    | Punti | In casa | In casa | In casa | In casa | In casa | In casa | In trasferta | In trasferta | In trasferta | In trasferta | In trasferta | In trasferta | Totale | Totale | Totale | Totale | Totale | Totale | DR  |
| Competizione    | Punti | G       | V       | N       | P       | Gf      | Gs      | G            | V            | N            | P            | Gf           | Gs           | G      | V      | N      | P      | Gf     | Gs     | DR  |
| --------------- | ----- | ------- | ------- | ------- | ------- | ------- | ------- | ------------ | ------------ | ------------ | ------------ | ------------ | ------------ | ------ | ------ | ------ | ------ | ------ | ------ | --- |
| Prima Divisione | 12    | 11      | 5       | 0       | 6       | 16      | 21      | 11           | 0            | 2            | 9            | 7            | 37           | 22     | 5      | 2      | 15     | 23     | 58     | -35 |

### Statistiche dei giocatori
| Giocatore         | Prima Divisione | Prima Divisione |
| Giocatore         | Presenze        | Reti            |
| ----------------- | --------------- | --------------- |
| G. Aimi           | 19              | 2               |
| C. Achatzi        | 22              | 0               |
| M. Alfieri        | 3               | -9              |
| U. Banchieri      | 1               | 0               |
| P. Battioni       | 4               | 0               |
| E. Bertoli        | 13              | 1               |
| G. Bolzoni        | 20              | 1               |
| P. Bossola        | 23              | 0               |
| G. Caffaro        | 1               | 0               |
| G. Dorà           | 10              | 0               |
| S. Franzini       | 9               | 1               |
| A. Gerali         | 1               | -4              |
| E. Giovannini     | 8               | -25             |
| A. Mattioli       | 20              | 10              |
| G. Mazzoni        | 4               | 0               |
| T. Mistrali       | 15              | 2               |
| E. Montanari      | 3               | 0               |
| W. Palmia (II)    | 2               | 0               |
| G. Pavoni         | 8               | 0               |
| G. Penzi          | 11              | -24             |
| A. Quaglietti     | 11              | 0               |
| G. Rasia Dal Polo | 16              | 3               |
| F. Rebecchi       | 1               | 0               |
| S. Reverberi      | 1               | 0               |
| G. Rossi          | 19              | 0               |
| R. Rossini (III)  | 8               | 2               |
| Rottoli           | 1               | 0               |
| A. Tassi          | 5               | 0               |